# Lijst van Eerste Kamerleden voor GroenLinks
Een overzicht van alle Eerste Kamerleden voor GroenLinks (GL).
| Eerste Kamerlid           | Foto         | Begindatum        | Einddatum         |
| ------------------------- | ------------ | ----------------- | ----------------- |
| Harmen Binnema            |              | 2 oktober 2018    | 10 juni 2019      |
| Margreet de Boer          |              | 7 juni 2011       | 9 juni 2015       |
| Margreet de Boer          | 11 juni 2019 | 12 juni 2023      |                   |
| Wim de Boer               |              | 5 februari 1991   | 9 juni 2003       |
| Britta Böhler             |              | 12 juni 2007      | 25 mei 2011       |
| Fenna Bolding             |              | 13 februari 1990  | 12 juni 1995      |
| Bas de Gaay Fortman       |              | 13 februari 1990  | 31 januari 1991   |
| Ruard Ganzevoort          |              | 7 juni 2011       | 12 juni 2023      |
| Roel van Gurp             |              | 11 juni 2019      | 12 juni 2023      |
| Farah Karimi              |              | 11 juni 2019      | 12 juni 2023      |
| Saskia Kluit              |              | 11 juni 2019      | 12 juni 2023      |
| Mirjam Krijnen            |              | 27 september 2022 | 12 juni 2023      |
| Jos van der Lans          |              | 8 juni 1999       | 12 juni 2007      |
| Jan Laurier               |              | 12 juni 2007      | 25 mei 2011       |
| Frits Lintmeijer          |              | 9 juni 2015       | 10 juni 2019      |
| Goos Minderman            |              | 31 oktober 2006   | 12 juni 2007      |
| Tom Pitstra               |              | 11 juni 1991      | 11 juni 2001      |
| Leo Platvoet              |              | 8 juni 1999       | 12 juni 2007      |
| Sam Pormes                |              | 19 juni 2001      | 29 oktober 2006   |
| Mirjam de Rijk            |              | 10 juni 2003      | 11 oktober 2004   |
| Paul Rosenmöller          |              | 11 juni 2019      | 12 juni 2023      |
| Bob van Schijndel         |              | 8 juni 1999       | 9 juni 2003       |
| Coby Schoondergang-Horikx |              | 13 juni 1995      | 9 juni 2003       |
| Tineke Strik              |              | 12 juni 2007      | 10 juni 2019      |
| Tof Thissen               |              | 12 oktober 2004   | 9 juni 2015       |
| Gala Veldhoen             |              | 11 juni 2019      | 12 juni 2023      |
| Kees Vendrik              |              | 11 juni 2019      | 21 september 2022 |
| Joop Vogt                 |              | 13 februari 1990  | 10 juni 1991      |
| Marijke Vos               |              | 7 juni 2011       | 25 september 2018 |
| Hannah van Wijngaarden    |              | 11 juni 1991      | 12 juni 1995      |
| Diana de Wolff            |              | 8 juni 1999       | 12 juni 2007      |
| Ans Zwerver               |              | 13 juni 1995      | 7 juni 1999       |